# Юйту-2
«Юйту-2» (кит.: 玉兔二号) — китайський місяцехід, запущений на Місяць під час місії «Чан'е-4». Перший місяцехід на зворотному боці Місяця.
Місяцехід китайського космічного агентства (КНКУ) є другим місяцеходом з китайської програми дослідження Місяця, після планетохода «Юйту» з місії «Чан'е-3». Головний інженер місії — Сунь Цзичжоу.

## Технічні характеристики
Загальна посадкова маса становить 1200 кг. І стаціонарний посадковий модуль, і місяцехід «Юйту-2» оснащені радіоізотопними нагрівачами (англ. Radioisotope heater unit) для обігріву своїх підсистем протягом довгих місячних ночей, тоді як електроенергія виробляється сонячними батареями.
Планетохід має розміри 1,5 × 1,0 × 1,0 м і масу 140 кг. Місяцехід був виготовлений у місті Дунгуань, провінція Ґуандун; він працює на сонячних батареях, приводиться в рух шістьма колесами. Запланована тривалість роботи місяцехода становить три місяці, але після досвіду роботи з планетоходом «Юйту» у 2013 році, конструкція апарата була вдосконалена, і китайські інженери сподіваються, що він працюватиме «кілька років».

## Обладнання
У склад місяцехода входять:
- Панорамна камера (англ. Panoramic Camera, PCAM) — камера, що встановлена на щоглі місяцехода і може обертатися на 360°. Вона слугує для отримання тривимірних зображень посадкового майданчика та поверхні Місяця для вивчення морфології поверхні та геологічної будови. Камера має спектральний діапазон від 420 нм до 700 нм і отримує тривимірні зображення за допомогою бінокулярного стереобачення[8];
- Місячний радар (англ. Lunar Penetrating Radar, LPR) — георадар з глибиною зондування приблизно 30 м з вертикальною роздільною здатністю 30 см і більше 100 м з вертикальною роздільною здатністю 10 м. Застосовується для вимірювання структури Місяця, морфології поверхні та геологічної будови[8];
- Інфрачервоний спектрометр для візуалізації (видимий і ближній інфрачервоний спектрометри для візуалізації) (англ. Visible and Near-Infrared Imaging Spectrometer, VNIS) — призначений для спектроскопії місячної поверхні і дослідження, на основі зображень, складу матеріалу місячної поверхні та наявних ресурсів. Спектральний діапазон охоплює довжини хвиль від видимого до інфрачервоного діапазону (450 нм — 950 нм);
- Детектор місячних нейтронів і доз опромінення (англ. Lunar Neutron Detector, LND) та Аналізатор нейтральних атомів (англ. Advanced Small Analyzer for Neutrals, ASAN) — це енергетичні аналізатори нейтральних частинок, які покажуть, як сонячний вітер взаємодіє з місячною поверхнею, що може допомогти визначити процес утворення льоду на поверхні Місяця[9][10]. Аналізатор ASAN був наданий китайській стороні Інститутом космічної фізики Швеції (англ. Swedish Institute of Space Physics).

## Місце посадки

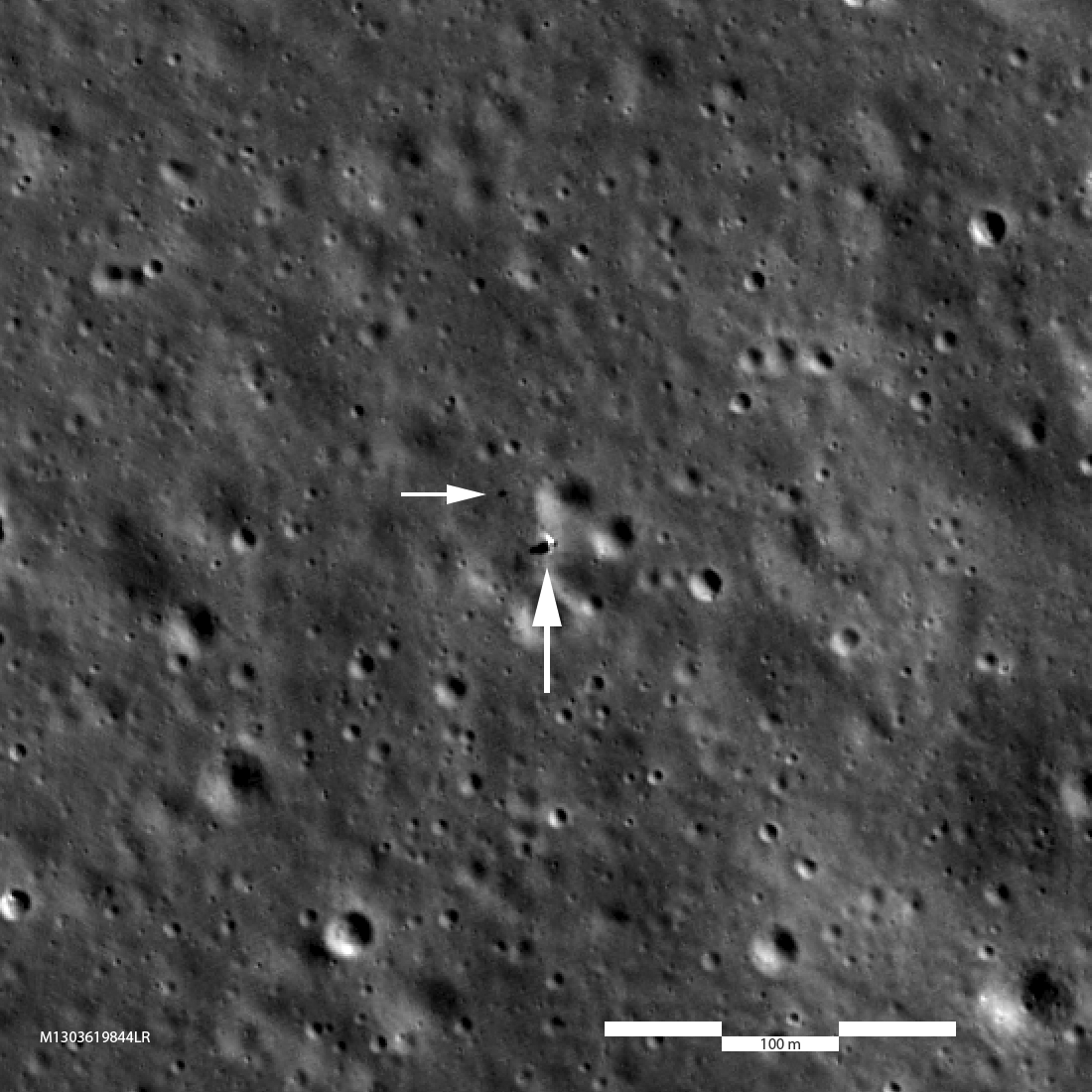
Знімок місця посадки: посадковий модуль показаний великою стрілкою, а місяцехід — маленькою стрілкою.

Посадковий модуль здійснив посадку на поверхню Місяця 3 січня 2019 року о 14:26 UTC (17:26 за Київським часом), ставши першим космічним апаратом, який здійснив примісячення на зворотному боці Місяця. Місяцехід «Юйту-2» був розгорнутий приблизно через 12 годин після посадки.
Місце примісячення знаходиться в кратері Фон Кармана (діаметром 180 км) у Басейні Південного полюса — Ейткен на зворотному боці Місяця, який, на той момент, не досліджено посадковими апаратами. Місце примісячення має як наукову цінність, так і символічну: Теодор фон Карман був науковим радником Цянь Сюесеня, засновника китайської космічної програми.
1 лютого американський супутник Lunar Reconnaissance Orbiter зробив знімок «Чан'е-3» та «Юйту-2» на поверхні Місяця.

## Хід місії

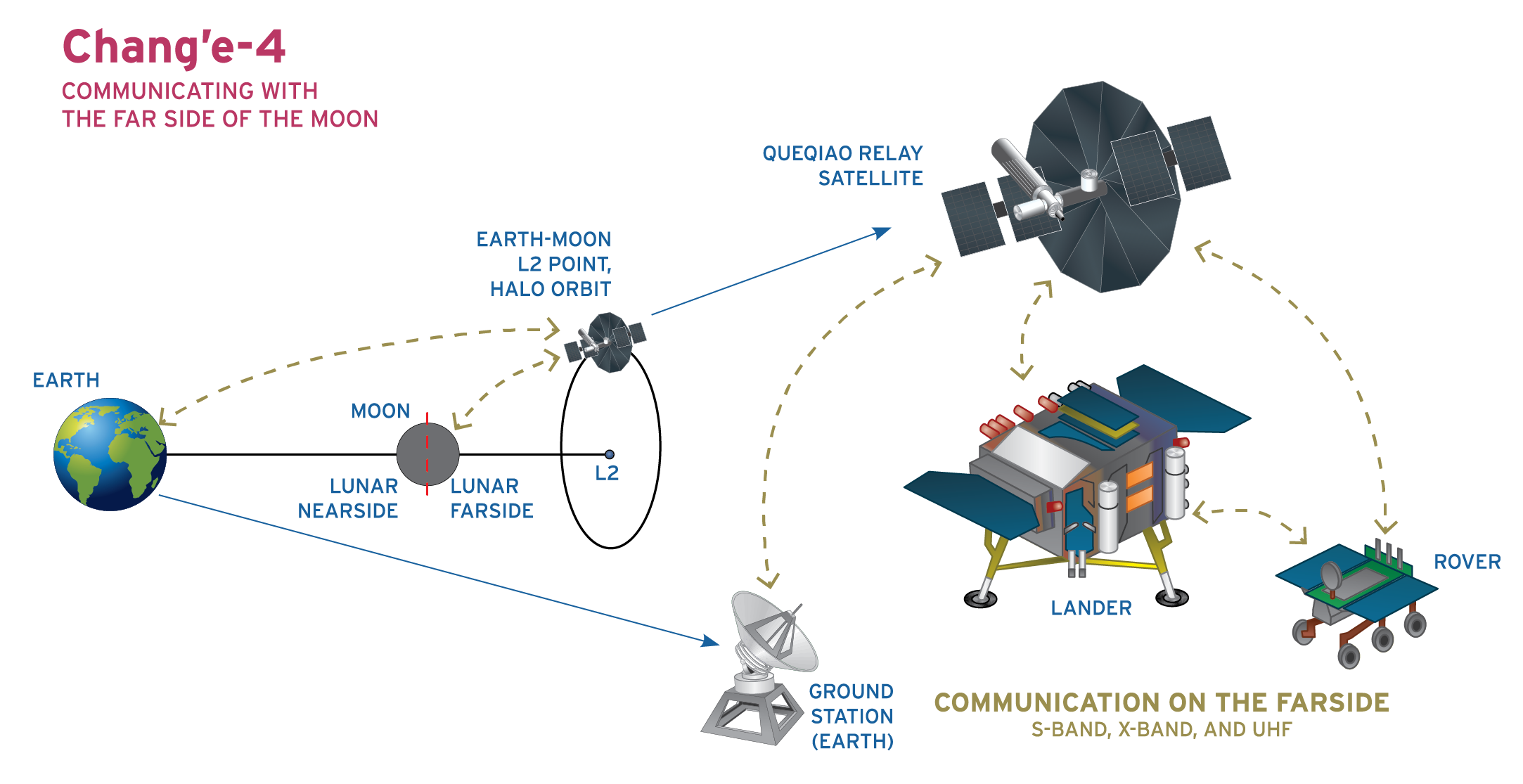
Комунікація з «Чан'е-4» на зворотному боці Місяця.

Автоматична міжпланетна станція (АМС) «Чан'е-4», на борту якої був місяцехід «Юйту-2» була запущена на Місяць 7 грудня 2018 року.
На орбіту Місяця апарат вийшов 12 грудня 2018 року.
Примісячення АМС відбулося 3 січня 2019 року на зворотному боці Місяця. Після посадки посадковий модуль розкрив рампу, щоб спустити планетохід на поверхню Місяця і після цього зробив фото апарата. Зв'язок АМС та місяцехода з Землею забезпечує супутник-ретранслятор «Цюецяо», який спеціально для цієї місії запустили раніше.
4 січня «Юйту-2» перейшов у сплячий режим на свою першу місячну ніч та відновив роботу 10 січня об 12:14, за Київським часом та зробив перші фото. Місяцехід провів науково-дослідницьку роботу у денний час, яка тривала до 12 січня. З 14 січня «Юйту-2» перейшов у сплячий режим І відновив роботу 29 січня 2019 року, причому усі прилади працювали в штатному режимі.
11 лютого він вимкнувся на свою другу місячну ніч та прокинувся на третій місячний день 28 лютого 05:51 за Київським часом.
Згідно з повідомленнями речників Китайської програми дослідження Місяця від 4 березня, «Юйту-2» подолав 127 метрів, додавши 7 метрів до загальної кількості у 120 метрів, пройдених у перший (44,185 м) та другий (75,815 м) місячні дні. Загалом, за третій місячний день місяцехід пройшов 43 м.
У травні 2019 року, під час п'ятого місячного дня, було повідомлено, що «Юйту-2» за допомогою спектрометра VNIS, виявив у кратері Фон Кармана на поверхні ортопіроксени та олівін, які можуть мати походження з місячної мантії. У цей час у місяцехода почали позаштатно працювати сенсори системи автоматичного обходу перешкод, оскільки віддзеркалення сонячного світла від елементів корпусу «Юйту-2» засвічувало сенсори. Ситуацію вдалося виправити за допомогою коригування програмного забезпечення та її перезавантаження.
17 серпня в інформаційній публікації було оголошено про знахідку незвичайного матеріалу, який досліджувався спектрометром VNIS. Геолог Клайв Ніл з Університету Нотр-Дам вважає, що матеріал, виявлений китайським місяцеходом у центрі кратера Фон Кармана, нагадує зразок ударного скла 70019, виявлений астронавтом-геологом Гаррісоном Шміттом під час місії «Аполлон-17» у 1972. Воно формується під час метеоритних ударів, в умовах високого тиску і температур.
У грудні 2019 року «Юйту-2» побив рекорд місячного довголіття, який раніше утримував місяцехід Радянського Союзу «Луноход-1», який діяв на місячній поверхні одинадцять місячних днів (майже 302 земних дні).

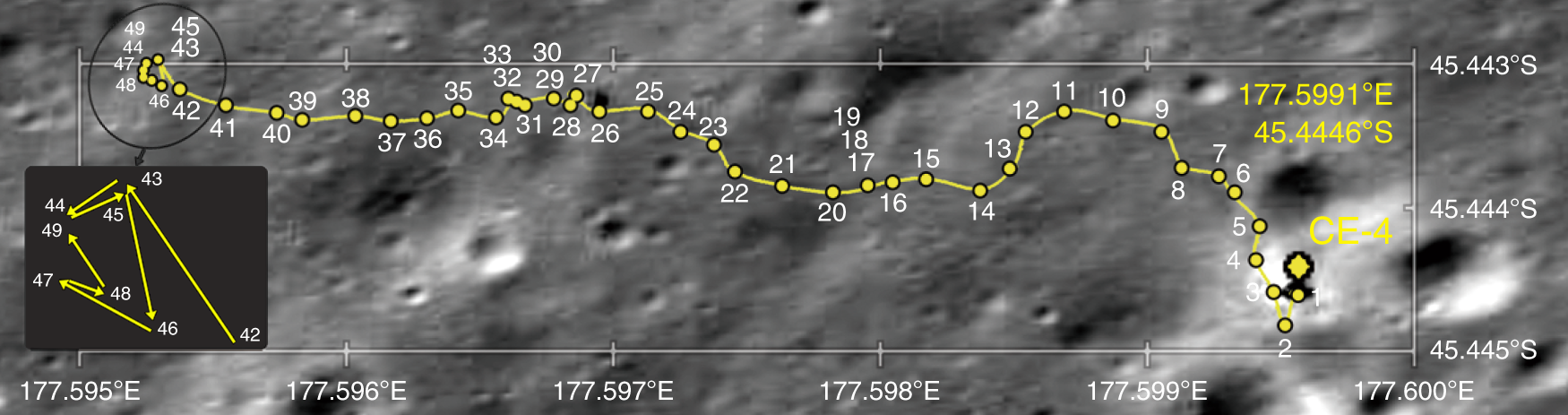
Маршрут місяцехода «Юйту-2»

Станом на 21 грудня 2020 року загальна відстань, пройдена «Юйту-2» по поверхні Місяця, склала 600,55 метра.
У грудні 2021 року «Юйту-2» помітив незвичний об'єкт у формі куба на горизонті, за 80 метрів на північ від місяцехода. ЗМІ прозвали об'єкт «таємничою хатиною». Планетохід наблизився ближче до куба, щоб розглянути його краще. Поблизу знахідка виявилася простим камінням.
Станом на січень 2022 року місяцехід «Юйту-2» подолав 1003 метри зворотнім боком Місяця.
У лютому 2022 року місяцехід «Юйту-2» виявив дві маленькі сфери із напівпрозорого скла, розмір знайдених кульок становить від 15 до 25 мм у діаметрі. Вони не є унікальними: скляні кулі діаметром до 40 міліметрів витягли з ближнього боку Місяця під час місії «Аполлон-16». Але між цими двома відкриттями є різниця. За словами групи вчених на чолі з планетарним геологом Чжіюном Сяо з Університету Сунь Ятсена та Китайської академії наук, сфери на зі зворотного боку Місяця здаються напівпрозорими та мають скляний блиск. На додаток до двох, які здаються напівпрозорими, вони виявили ще чотири кульки, які мають аналогічний блиск, але їхня напівпрозорість не може бути підтверджена. Вони є анортозитним склом ударного походження.
Станом на травень 2024 року місяцехід «Юйту-2» подолав відстань 1596 метрів і знаходиться в нормальному робочому стані марсохід.

## Галерея

«Юйту-2» на панорамній світлині «Чан'е-4», фото опубліковано 15 лютого 2019 року